# God (韓國音樂團體)
god（韓語：지오디）是韓國第一代五人男子團體，隸屬於Sidus HQ，成員包括朴俊炯、尹啟相、Danny Ahn、孫昊永、金泰宇。隊名為groove over dose三個英文單字的縮寫，除此意義外，縮寫之後的三字合起來便有天神之意，意味著天團崛起之意，常以god取而代之。
1999年1月13日god在SBS的綜藝節目《深夜正式演藝》中出道，藉著美聲團體的底蘊，經過名製作人朴軫永巧手量身打造a的專輯，god每首歌曲娓娓訴說著成員們的故事，敘事般的獨特Rap與對話般的歌詞也成為一大特色，搭配以輕快的曲風，讓god產出無數膾炙人口、傳唱不絕的名曲。god也是朴軫永製作的第一個男子團體，因此在出道前即甚受外界矚目，god在2005年停止活動前所發行的7張專輯，均由其一一經手，因此god雖非JYP所屬男團，但二者有著密不可分的關係。
事實上20世紀末正是花美男主唱當道的偶像全盛期，以實力唱將金泰宇坐鎮的god在出道初期並未立刻被市場接受，但他們一步一腳印以膾炙人口的熱門歌曲以及綜藝節目逐漸累積知名度，以具有故事性的好聽歌曲慢慢打開知名度。2000年god出演了MBC的《god的育兒日記》，以5個大男生養育可愛的1歲嬰兒韓在民為號召，有別於一般偶像給人的距離感，5個經歷出道前歷經貧困生活的年輕人，在簡樸的宿舍當中，展現了他們樸實率真不做作的真實樣貌，散發猶如鄰家哥哥般的親和力。這個原本只是一次性特輯的節目，在播出後出乎意料地引起廣大迴響，MBC見狀立刻進行緊急籌畫，改為每週固定播出。一年多的播出不但讓god與成員更廣為人知，成員之間如真實兄弟般自然率真的相處，以及對在民寵愛親暱的互動，更創造出32.2%的超高平均收視率，瞬間最高收視率曾衝破60%，成為風靡一時的話題，god成員在tvN《劉QUIZ ON THE BLOCK》171集受訪時表示當時的god熱潮有達到體感6成收視率的感受。
god戲劇性地爆紅之後，屢屢在受訪時以詼諧口吻訴說練習生時期窮困潦倒的各種吃苦生活，直率而真誠的努力不懈樣貌，超越貧窮極限的挨餓生活，不但讓一同經歷亞洲金融風暴的大眾深刻同理，也帶動許多熱議話題。節目的熱播與god專輯持續推進的宣傳活動雙頭並進，創造出極大的聲量，不但讓god成為歷來韓國偶像團體中，唯一童叟皆知的國民組合，也帶動之後的3輯與4輯一路衝上銷售百萬張的巔峰，2001年年終以《Chapter 4》一舉橫掃三大無線電視台與音樂圈所有音樂歌謠獎的年度大賞。2002年舉辦了空前絕後的百場演唱會god Human Concert，貫穿2002下半年到2003上半年，以每週四場的高密集度，分成兩階段完成了100個不同主題的100場演唱會，不但百場門票全數售罄，演出內容更為包羅萬象，寫下在同一場地、以相同成員演出同一系列最多場演唱會的韓國金氏世界紀錄紀錄，至今無人能撼動。經歷百場演唱會的磨練後，god在現場演出和唱功的技巧上都更加精進成熟，又唱又跳卻能穩定展現絕佳唱功，跳脫偶像團體的框架，成為公認的「演出型團體」，歌迷甚至認為god的現場演出已經超過音源的水準。god團員認為既然已經橫掃所有音樂大賞，應該要對歌迷與社會展現相對的責任感，從百日演唱會起始，更加堅持此後所有公演均採現場樂隊、現場演唱的表演模式。
god在《Chapter 5》發行後，除了金泰宇原本已屬JYP簽約藝人外，其他4位成員與Sidus HQ的經紀約到期，但因成員意見不一，最後朴俊炯和孫昊永將經紀約轉往JYP，尹啟相與Danny Ahn則與Sidus HQ續約，在雙頭馬車並進的狀況下，擁有god團體的Sidus HQ與精心打造god的JYP為防止god解散，做了許多努力，但為解決合約紛擾，god在發行《Chapter 6》專輯前經歷了兩年的空白期，又因人氣成員尹啟相於2004年入伍，雖然god仍有相當高的人氣，但與自己3輯、4輯的高峰期相比已出現警訊，2005年面臨主唱金泰宇即將入伍服役的困境，最終《Chapter 7》專輯發行後，god宣布無限期停止活動。
2014年5月8日，在國民期待god再合體的聲浪中，god以5人完整體回歸，當日先發表出道15週年紀念單曲《醜小鴨》(The Lone Duckling)作為回歸歌曲，上線一小時即包攬了7個音樂榜第一名，音源在Melon音源網站上連續破頂14小時而不墜，聲勢十分驚人。接著發行第8張正規專輯《Chapter 8》，橫掃該年度音源榜與銷售榜，獲得該年度Melon Music Awards的「年度最佳專輯」獎。同年展開出道15週年Reunion演唱會，7月12日從首爾開始，先後在光州、釜山、大邱、大田舉辦的巡演，全都創下了全票售罄的記錄。同年10月25日在蠶室體育場舉辦安可演唱會，創下了同時線上人數30萬人搶票的記錄，甚至造成售票網站一度大當機，近5萬張門票上架即售罄，展現god一代國民天團的威嚴。此後逐年舉辦演唱會均短時間門票售罄。2018年發行god出道20週年紀念專輯《Then & Now》，同年底到次年初舉辦出道20週年Greatest系列演唱會。此後受到Covid-19疫情影響，時隔4年終於在2022年舉辦出道23年的god "ON"演唱會，首爾、釜山共5場演唱會不到9分鐘即門票售罄。
2019年8月由金泰宇和孫昊永組合而成的《HoooW》開始進行活動，成為god成軍20年以來首度組成的小分隊。
如今5名成員隸屬於5家經紀公司，除god團體活動外，個人演藝活動也以並進的方式進行。在音樂相關表演與作品呈現之外，範圍擴及戲劇、綜藝、廣播、舞台劇、主持等範疇，呈現成員們多元的才華。

## 成員資料
| 朴俊炯    | 박준형 | Park Junhyung | 朴俊炯             | 박준형 | 1969年7月20日 · 首爾特別市城北區        | 美国 | 隊長 低音rap             | 181 | 我們希望 | 10022406 |
| 尹啟相    | 윤계상 | Yoon Kyesang  | 尹啓相             | 윤계상 | 1978年12月20日 · 首爾特別市松坡區蠶室洞 |      | 領唱 高音rap 門面        | 182 | 千之面孔 | 10008136 |
| Danny Ahn | 데니안 | Danny Ahn     | 安信源 Ahn Shinwon | 안신원 | 1978年12月22日 · 美国華盛頓州西雅圖     | 美国 | 中音rap                  | 181 | 完美雕像 | W0459100 |
| 孫昊永    | 손호영 | Son Hoyoung   | 孫昊永             | 손호영 | 1980年3月26日 · 美国紐澤西州            | 美国 | 主領唱 主舞 rap 舞台導演 | 177 | 微笑天使 | W0661500 |
| 金泰宇    | 김태우 | Kim Taewoo    | 金泰宇             | 김태우 | 1981年5月12日 · 慶尚北道龜尾市          |      | 主唱 演唱會統籌          | 191 | 神的聲音 | W0660400 |

## 音樂作品

### 正規專輯
| 專輯 # | 專輯資料                                                                                     | 曲目 |
| 1st    | 首張正規專輯《Chapter One》 - 發行日期：1999年1月26日 - 語言：韓語 - 備註：                  | 曲目 1. Intro 2. 관찰 3. 날 기다려줘 4. 작은 남자들과 함께 5. 난 너에게 6. 致母親（어머님께/To Mother） 7. 니가 다시 돌아올수 있도록 8. 약속 9. 왜 또 다시 난 10. 나쁜여자 |
| 2nd    | 第二張正規專輯《Chapter 2 》 - 發行日期：1999年11月25日 - 語言：韓語 - 備註：                | 曲目 1. Exit, 20th Century-Enter The 21st... 2. 愛你並記住你（사랑해 그리고 기억해/Love and Memory） 3. Dance All Night 4. 모두 가져가 5. 그대 날 떠난 후로 6. Say God 7. 哀愁（애수/Sorrow） 8. 기차 9. Friday Night 10. 21C 우리의 희망 11. 다섯 남자 이야기 |
| 3rd    | 第三張正規專輯《Chapter 3》 - 發行日期：2000年11月3日 - 語言：韓語 - 備註：                  | 曲目 1. 파리 (Intro) 2. 촛불하나 3. 需要你（니가 필요해/I Need you） 4. 謊言（거짓말/Lies） 5. 돌아와줘 6. 나와 함께 춤을 춰 7. 왜 8. God 파티 9. 장미의 전쟁 10. 난 사랑을 몰라 11. 사랑이 영원하다면 12. 하늘색 풍선 13. 촛불하나 (Inst.) |
| 4th    | 第四張正規專輯《Chapter 4》 - 發行日期：2001年11月15日 - 語言：韓語 - 備註：                 | 曲目 1. Intro 2. 路（길/Road） 3. 다시 4. 바보 5. 你應該在的地方（니가 있어야 할 곳/Place Where You Need To Be） 6. 슬픈 사랑 7. 나는 알아 8. 모르죠 9. 난 남자가 있어 10. 가자 11. 134-14 12. 떠나지 못하는 이유 13. 길 (Inst.) |
| 5th    | 第五張正規專輯《Chapter 5 Letter》 - 發行日期：2002年12月27日 - 語言：韓語 - 備註：          | 曲目 1. 이렇게 또 2. 信（편지/Letter） 3. Report To The Dance Floor 4. 기회를 줘 5. 요 즘 6. 사랑이야기 7. 0% 8. 걸어선 안되는 전화 9. 사랑? 사랑! 10. 더듬고 있어 11. 눈치 없는 눈물 12. 우리 13. 5집을 내며 |
| 6th    | 第六張正規專輯《Chapter 6: An Ordinary Day》 - 發行日期：2004年12月9日 - 語言：韓語 - 備註： | 曲目 1. 사랑이 전부였던 날 2. 자유 3. 사랑의 동그라미 4. 반대가 끌리는 이유 5. 익숙한 낯선 사람 6. Loving You 7. Tonight 8. 절대 안돼 9. 헤어지지 말자 10. 사랑이 힘들때 11. 헤어짐보다 아픈 그리움 12. 한구석에 13. 普通的一天（보통날/An Ordinary Day） 14. 약속 (Narration 강경헌) 15. 사랑이 너무 아프던 날 16. 반대가 끌리는 이유 (M/V II) |
| 7th    | 第七張正規專輯《The 7th Chapter: 飛向天空》 - 發行日期：2005年10月28日 - 語言：韓語 - 備註： | 曲目 1. 1999년 2. 만남 3. 나 그대에게 (Includes A Sample From "나 그대에게 모두 드리리") 4. 니 맘을 몰라 5. Falling 6. It's Alright (Feat. G-Soul) 7. 무죄 (Narration 박수홍+최성국) 8. Stay The Night 9. Change 10. 유죄 11. 2♡（2 Love） 12. 하늘속으로 13. 두개의 문 (Feat. J.Y.Park "The Asiansoul") 14. 2005년 |
| 8th    | 第八張正規專輯《Chapter 8》 - 發行日期：2014年7月8日 - 語言：韓語 - 備註：                   | 曲目 1. 5+4+1+5=15 2. 보통날 Ordinary Day (Original ver.) 3. 하늘색 약속 天藍色約定 4. Saturday Night 5. 아저씨와 메건리 Five Men & a Kiddo 6. 우리가 사는 이야기 (feat. 메건리) 我們生活的故事 (feat. Megan Lee) 7. Smile 8. Stand Up 9. 노래 불러줘요 (feat. 아이유) 為我唱歌 (feat. IU) 10. 난 좋아 I Like It 11. 신사의 품격 (G’swag) 12. 미운오리새끼 The Lone Duckling 13. Saturday Night (inst.) 14. 우리가 사는 이야기 (inst.) 我們生活的故事 (inst.) |

### 特別專輯
| 專輯 # | 專輯資料                                                                     | 曲目 |
| 1st    | 20周年特別專輯《Then & Now》 - 發行日期：2019年1月10日 - 語言：韓語 - 備註： | 曲目 1. 20 2. 離開他 (그 남자를 떠나 / Leave Him) 3. 下雪了 (눈이 내린다 / Snowfall) 4. 眼神交會(눈을 맞춰 / Eye To Eye) 5. 路 (길 / Road) (Song by IU、Henry、趙賢雅、楊多一) 6. 我知道 (나는 알아 / I Know) (Prod. 朴俊炯) 7. 這樣你就可以回來(니가 다시 돌아올 수 있도록 / So You Can Come Back to Me) (Prod. 尹啟相) 8. 為什麼 (왜 / Why) (Prod. Danny Ahn) 9. 不知道 (모르죠 / Not Knowing) (Prod. 孫昊永) 10. 你該在的地方 (니가 있어야 할 곳 / Where You Belong) (Prod. 金泰宇) |

### 單曲
| 專輯 # | 專輯資料                                                                                                 | 曲目 |
| 1st    | 出道15周年回歸先行曲 《醜小鴨 (미운오리새끼 / The Lone Duckling)》 - 發行日期：2014年5月8日 - 語言：韓語 | 1. 醜小鴨 2. 醜小鴨 (Inst.)                                                                                       |
| 2st    | Thanks Edtion 《風 (바람 / Wind)》 - 發行日期：2014年10月22日 - 語言：韓語 - 備註：尹啟相首次作詞作品    | 1. 風 (Prod. 尹啟相) 2. 風 (Inst.)                                                                                |
| 3st    | 《god Single Album》 - 發行日期：2015年12月9日 - 語言：韓語                                              | 1. 苦笑的一天 웃픈 하루 2. 你該做的事 네가 할 일 3. 苦笑的一天 웃픈 하루 (Inst.) 4. 你該做的事 네가 할 일 (Inst.) |
| 4st    | 《下雪了 (눈이 내린다 / Snowfall)》 - 發行日期：2018年11月27日 - 語言：韓語                              | 1. 下雪了 2. 下雪了 (Inst.)                                                                                       |

### 參與音樂作品
| 發行日期     | 歌曲名稱                                                            | 項目名稱                      | 合唱歌手 | 備註                     |
| 2002         | True East Side （页面存档备份，存于）                               | 《2002世界杯足球賽官方專輯》  | -        | 全球版                   |
| 2002         | Let's go(간다) （页面存档备份，存于）                               | 電影《冠軍(챔피언)》Ost       | -        | 主題曲                   |
| 2003         | 天神向前衝 （页面存档备份，存于）                                   | 電視動畫《天神向前衝》Ost     | -        | 主題曲                   |
| 2020年9月7日 | 現在就去見你 （页面存档备份，存于） (지금 만나러 갈게 / Confession) | 電視劇《你喜歡布拉姆斯嗎》Ost | -        | g4d 尹啟相另有行程未參與 |

## 綜藝節目
| 年度     | 日期               | 電視台                    | 節目名稱                                                       | 集數         | 角色           | 備註 |
| 2000     | 1月9日～ 5月12日   | MBC                       | 《god的育兒日記》                                              | EP1～EP61    | 主持 (god全員) | 由god的5名成員共同照顧11個月大嬰兒韓在民 （為劉在錫主持的《目標達成!星期六》的特別企劃單元，本為一次性特集，不料播出後佳評如潮，第二集起緊急改為固定單元播出，成為韓國實境節目始祖。） |
| 2001     | 1月9日～ 5月12日   | MBC                       | 《god的育兒日記》                                              | EP1～EP61    | 主持 (god全員) | 由god的5名成員共同照顧11個月大嬰兒韓在民 （為劉在錫主持的《目標達成!星期六》的特別企劃單元，本為一次性特集，不料播出後佳評如潮，第二集起緊急改為固定單元播出，成為韓國實境節目始祖。） |
| 8月4日   | MBC                | 《god的育兒日記特輯》     | EP73                                                           |              | 主持 (god全員) | 由god的5名成員共同照顧11個月大嬰兒韓在民 （為劉在錫主持的《目標達成!星期六》的特別企劃單元，本為一次性特集，不料播出後佳評如潮，第二集起緊急改為固定單元播出，成為韓國實境節目始祖。） |
| 8月11日  | MBC                | 《god的育兒日記特輯》     | EP74                                                           |              | 主持 (god全員) | 由god的5名成員共同照顧11個月大嬰兒韓在民 （為劉在錫主持的《目標達成!星期六》的特別企劃單元，本為一次性特集，不料播出後佳評如潮，第二集起緊急改為固定單元播出，成為韓國實境節目始祖。） |
| 12月29日 | MBC                | 《god的育兒日記新年特輯》 | EP94                                                           |              | 主持 (god全員) | 由god的5名成員共同照顧11個月大嬰兒韓在民 （為劉在錫主持的《目標達成!星期六》的特別企劃單元，本為一次性特集，不料播出後佳評如潮，第二集起緊急改為固定單元播出，成為韓國實境節目始祖。） |
| 2002     | MBC                | 《god的育兒日記新年特輯》 | 1月5日                                                         | EP95         | 主持 (god全員) | 由god的5名成員共同照顧11個月大嬰兒韓在民 （為劉在錫主持的《目標達成!星期六》的特別企劃單元，本為一次性特集，不料播出後佳評如潮，第二集起緊急改為固定單元播出，成為韓國實境節目始祖。） |
| 2018     | 10月11日～12月13日 | JTBC                      | 《一起走吧》                                                   | EP.1～EP.10  | 主持 (god全員) | god療癒系團綜，作為出道20週年紀念作品。 紀錄5名成員重新聚首，前往西班牙走聖地牙哥朝聖之路的沿途點滴。 |
| 2023     | 9月28日            | KBS2                      | 「KBS 50週年Ｘgod 25週年」 2023 KBS大企劃 《ㅇㅁㄷ god》演唱會 | 中秋特別節目 | 主持 (god全員) | 從爲國民服務的角度出發，以超大型演出項目與觀衆見面的KBS大企劃，過去幾年推出的《大韓民國重生羅勳兒》、《綻放吧大韓民國沈秀峯》、《We're HERO 林英雄》等，以壓倒性的收視率和話題性得到了認可。2023年以眾多熱門歌曲受到男女老少喜愛的「國民偶像」god出道25週年即將到來之際，與創立50週年的公營電視臺KBS一起紀念「KBS 50年，god 25年」，舉辦公開演唱會，作為獻給共同經歷那個時期的各世代人一份難忘的禮物。通過門票秒殺過程後，演唱會於9月9日在松島月光慶典公園舉行，於中秋前夕在KBS2頻道作為特別節目播出。 |

## 演唱會

### * 2001 全國巡迴公演–五個男人的故事
| 日期          | 演唱會站次 | 舉行地點                            |
| 2001年2月25日 | 大田站     | 大田貿易展覽館                      |
| 2001年3月1日  | 光州站     | 光州念珠綜合體育館 (PEPPER Stadium) |
| 2001年3月4日  | 大邱站     | 大邱室內體育館                      |
| 2001年3月11日 | 釜山站     | 社稷室內體育館                      |
| 2001年4月5日  | 首爾站     | 首爾奧林匹克主競技場                |
| 2001年4月8日  | 仁川站     | 仁川大學善仁體育館                  |

### * 2002～2003 god 100場 Human Concert (百場演唱會)
| 日期                                                              | 日期           | 主題            | 主持    | 嘉賓                   | 日期     | 日期          | 主題                                   | 主持                                   | 嘉賓                                   |
| 第一階段（2002年7～9月每週四、五、六、日演出，共計45場）          |                |                 |         |                        |          |               |                                        |                                        |                                        |
| 1                                                                 | 2002年7月11日  | 開始            | 金泰宇  | god父母                | 24       | 2002年8月17日 | 約會                                   | 孫昊永                                 | Rich                                   |
| 2                                                                 | 2002年7月12日  | 夢              | 孫昊永  | 鄭雨盛                 | 25       | 2002年8月18日 | 度假                                   | 朴俊炯                                 | 金旻鍾                                 |
| 3                                                                 | 2002年7月13日  | 親屬            | 孫昊永  | god姊姊                | 26       | 2002年8月22日 | 壓力                                   | 金泰宇                                 | 玄振英                                 |
| 4                                                                 | 2002年7月14日  | 銀色情人節      | Danny   | 全智賢                 | 27       | 2002年8月23日 | 日記                                   | Danny                                  | 李基燦                                 |
| 5                                                                 | 2002年7月17日  | 制憲節          | 金泰宇  | 金秀路                 | 28       | 2002年8月24日 | 喜劇                                   | 孫昊永                                 | 沈賢燮                                 |
| 6                                                                 | 2002年7月18日  | 朋友            | 尹啟相  | 車太鉉                 | 29       | 2002年8月25日 | 開學                                   | 金泰宇                                 | D.N.S Cho PD                           |
| 7                                                                 | 2002年7月19日  | 情書            | 孫昊永  | 全度妍                 | 30       | 2002年8月29日 | 愛國心                                 | 孫昊永                                 | 朴慧京                                 |
| 8                                                                 | 2002年7月20日  | 生日            | 金泰宇  | 韓高恩                 | 31       | 2002年8月30日 | Today is (Surprising Day)              | Danny                                  | 玻璃箱子                               |
| 9                                                                 | 2002年7月21日  | 暑假            | Danny   | 朴尚民                 | 32       | 2002年8月31日 | Good bye Summer Special                | 朴俊炯                                 | People Crew                            |
| 10                                                                | 2002年7月25日  | 寵物            | 孫昊永  | 尹惠英                 | 33       | 2002年9月1日  | 秋天                                   | 尹啟相                                 | 搞笑傻瓜三代                           |
| 11                                                                | 2002年7月26日  | 學生時代        | 尹啟相  | 李赫宰                 | 34       | 2002年9月5日  | 禮物                                   | 金泰宇                                 | 任昌丁                                 |
| 12                                                                | 2002年7月27日  | 求婚            | 金泰宇  | 張赫                   | 35       | 2002年9月6日  | 運動會                                 | 尹啟相                                 | 金炫廷                                 |
| 13                                                                | 2002年7月28日  | 心願            | Danny   | 金朝翰                 | 36       | 2002年9月7日  | 老師                                   | Danny                                  | 朴軫永                                 |
| 14                                                                | 2002年8月1日   | 謊言            | Danny   | 朴明秀                 | 37       | 2002年9月8日  | 回憶                                   | 孫昊永                                 | 金元萱                                 |
| 15                                                                | 2002年8月2日   | 舞會            | 金泰宇  | 河琳                   | 38       | 2002年9月12日 | 兒童                                   | 尹啟相                                 | 韓在民                                 |
| 16                                                                | 2002年8月3日   | 仲夏夜的聖誕節  | 孫昊永  | 李昌明                 | 39       | 2002年9月13日 | 秋遊                                   | Danny                                  | Sugar                                  |
| 17                                                                | 2002年8月4日   | 仲夏夜的聖誕節2 | 尹啟相  | Youme                  | 40       | 2002年9月14日 | 紀念日                                 | 孫昊永                                 | 朴正炫                                 |
| 18                                                                | 2002年8月8日   | 英雄            | 朴俊炯  | 安在旭                 | 41       | 2002年9月15日 | 結婚                                   | 朴俊炯                                 | 烏龜                                   |
| 19                                                                | 2002年8月9日   | 恐怖            | Danny   | 金慶皓                 | 42       | 2002年9月19日 | 電影                                   | 尹啟相                                 | 朴京林                                 |
| 20                                                                | 2002年8月10日  | 海              | 尹啟相  | 朴志胤                 | 43       | 2002年9月20日 | The Fan                                | 孫昊永                                 | 金成勉(K2)                             |
| 21                                                                | 2002年8月11日  | 初戀            | 孫昊永  | 河莉秀                 | 44       | 2002年9月21日 | 中秋                                   | Danny                                  | PSY                                    |
| 22                                                                | 2002年8月15日  | 太極旗          | 尹啟相  | 洪京民                 | 45       | 2002年9月22日 | Festival                               | 金泰宇                                 | 康晟範                                 |
| 23                                                                | 2002年8月16日  | 恐怖2           | 金泰宇  | Jewelry                | 演出地點 | 演出地點      | 首爾貞洞爆米花屋(서울 정동 팝콘하우스) | 首爾貞洞爆米花屋(서울 정동 팝콘하우스) | 首爾貞洞爆米花屋(서울 정동 팝콘하우스) |
| 日期                                                              | 日期           | 主題            | 主持    | 嘉賓                   | 日期     | 日期          | 主題                                   | 主持                                   | 嘉賓                                   |
| 第二階段（2002年12月～2003年3月每週四、五、六、日演出，共計55場） |                |                 |         |                        |          |               |                                        |                                        |                                        |
| 46                                                                | 2002年12月25日 | Merry Christmas | 尹啟相  | 公爵(樂團)             | 74       | 2003年2月13日 | 冬雨                                   | 尹啟相                                 | 朴廣賢                                 |
| 47                                                                | 2002年12月26日 | 信              | 金泰宇  | The Name               | 75       | 2003年2月14日 | 情人節                                 | 孫昊永                                 | ISAK N JIYEON                          |
| 48                                                                | 2002年12月27日 | 寒假            | 孫昊永  | 金慶皓                 | 76       | 2003年2月15日 | 元宵節                                 | 孫昊永                                 | Bubble Sisters                         |
| 49                                                                | 2002年12月28日 | 辭舊迎新派對    | Danny   | Wax(歌手)              | 77       | 2003年2月16日 | 畢業                                   | 金泰宇                                 | Lia(搖滾)                              |
| 50                                                                | 2003年1月2日   | Happy New Year  | 朴俊炯  | M.I.L.K                | 78       | 2003年2月20日 | Magic（魔術）                          | 金泰宇                                 | 李恩列 、崔賢宇                        |
| 51                                                                | 2003年1月3日   | 寶盒            | 金泰宇  | 米娜                   | 79       | 2003年2月21日 | Back to the summer                     | 尹啟相                                 | Trans Fixion                           |
| 52                                                                | 2003年1月4日   | 眼睛            | 孫昊永  | 蔡麗娜(Roo'ra)         | 80       | 2003年2月22日 | 明信片                                 | Danny                                  | 金正民                                 |
| 53                                                                | 2003年1月5日   | 日曆            | 尹啟相  | UN(音樂團體)           | 81       | 2003年2月23日 | 相片                                   | 朴俊炯                                 | Hye Ryoung                             |
| 54                                                                | 2003年1月9日   | 真實遊戲        | Danny   | K-POP(音樂團體)        | 82       | 2003年2月27日 | 自畫像                                 | Danny                                  | 趙恩                                   |
| 55                                                                | 2003年1月10日  | 冬天的味道      | 尹啟相  | Rain                   | 83       | 2003年2月28日 | 天藍色氣球                             | 孫昊永                                 | Deja vu(女子團體)                      |
| 56                                                                | 2003年1月11日  | 나              | 金泰宇  | 星                     | 84       | 2003年3月1日  | Yo！韓國必勝                           | 金泰宇                                 | K-POP(音樂團體)                        |
| 57                                                                | 2003年1月12日  | 5               | god全員 | 姜成(超越)             | 85       | 2003年3月2日  | If                                     | 尹啟相                                 | 金煙雨                                 |
| 58                                                                | 2003年1月16日  | god Camp        | 金泰宇  | 李素殷                 | 86       | 2003年3月6日  | 血型                                   | 尹啟相                                 | Take                                   |
| 59                                                                | 2003年1月17日  | 燭光            | 孫昊永  | Lyn                    | 87       | 2003年3月7日  | 請求                                   | 孫昊永                                 | Camilla                                |
| 60                                                                | 2003年1月18日  | 媽媽            | Danny   | 遊車河(騎自性車的風景) | 88       | 2003年3月8日  | 電影2                                  | Danny                                  | The One                                |
| 61                                                                | 2003年1月19日  | 童話列傳        | 朴俊炯  | The Plum               | 89       | 2003年3月9日  | god公開放送                            | 金泰宇                                 | god                                    |
| 62                                                                | 2003年1月23日  | 冬海            | 金泰宇  | Leeds(搖滾樂團)        | 90       | 2003年3月13日 | 話、話、話                             | 尹啟相                                 | CB MASS                                |
| 63                                                                | 2003年1月24日  | 世代共鳴        | Danny   | 輝星                   | 91       | 2003年3月14日 | White Day                              | 孫昊永                                 | 池英善                                 |
| 64                                                                | 2003年1月25日  | 發燒友          | 朴俊炯  | 李秀英                 | 92       | 2003年3月15日 | Back Stage                             | 金泰宇                                 | Drunken Tiger                          |
| 65                                                                | 2003年1月26日  | 搞笑日          | 尹啟相  | F-iV                   | 93       | 2003年3月16日 | 朴俊炯                                 | god全員                                | 朴俊炯                                 |
| 66                                                                | 2003年1月30日  | 初次經歷        | 金泰宇  | Witches                | 94       | 2003年3月20日 | Ahn Danny                              | god全員                                | Danny                                  |
| 67                                                                | 2003年1月31日  | god Party       | 孫昊永  | 蔡東河                 | 95       | 2003年3月21日 | 尹啟相                                 | god全員                                | 尹啟相                                 |
| 68                                                                | 2003年2月1日   | 春節            | 尹啟相  | PSY                    | 96       | 2003年3月22日 | 金泰宇                                 | god全員                                | 金泰宇                                 |
| 69                                                                | 2003年2月2日   | 漫畫            | Danny   | Ocean(5tion)           | 97       | 2003年3月23日 | 孫昊永                                 | god全員                                | 孫昊永                                 |
| 70                                                                | 2003年2月6日   | god family      | 金泰宇  | 蝴蝶效應(樂團)         | 98       | 2003年3月28日 | Unplugged Day1                         | Danny                                  | 朴軫永                                 |
| 71                                                                | 2003年2月7日   | 老師2           | 朴俊炯  | Youme                  | 99       | 2003年3月29日 | Unplugged Day2                         | 尹啟相                                 | 申昇勳                                 |
| 72                                                                | 2003年2月8日   | 電話            | 孫昊永  | 朴明浩                 | 100      | 2003年3月30日 | 100                                    | god全員                                | god                                    |
| 73                                                                | 2003年2月9日   | 自卑情節        | Danny   | 李貞賢                 | 演出地點 | 演出地點      | 首爾貞洞爆米花屋(서울 정동 팝콘하우스) | 首爾貞洞爆米花屋(서울 정동 팝콘하우스) | 首爾貞洞爆米花屋(서울 정동 팝콘하우스) |

### * 2005 god is Back 全國巡迴演唱會
| 日期          | 演唱會站次 | 舉行地點                   |
| 2005年2月26日 | 首爾站     | 首爾奧林匹克公園體操競技場 |
| 2005年2月27日 | 首爾站     | 首爾奧林匹克公園體操競技場 |
| 2005年3月12日 | 大邱站     | 大邱室內體育館             |
| 2005年3月13日 | 大邱站     | 大邱室內體育館             |
| 2005年3月26日 | 富川站     | 富川室內體育館             |
| 2005年3月27日 | 富川站     | 富川室內體育館             |
| 2005年4月2日  | 光州站     | 東江大學體育館             |
| 2005年4月3日  | 光州站     | 東江大學體育館             |
| 2005年4月9日  | 順天站     | 帕爾馬體育館               |
| 2005年4月16日 | 釜山站     | 釜山KBS廳                  |
| 2005年4月17日 | 釜山站     | 釜山KBS廳                  |
| 2005年4月23日 | 全州站     | 韓國聲音文化殿堂露天大廳   |
| 2005年4月30日 | 江陵站     | 江陵室內綜合體育館         |
| 2005年5月15日 | 清州站     | 清州室內體育館             |

### * 2005 god is Back 首爾安可演唱會
| 日期          | 演唱會站次 | 舉行地點               |
| 2005年5月20日 | 首爾站     | 奧林匹克公園奧林匹克廳 |
| 2005年5月21日 | 首爾站     | 奧林匹克公園奧林匹克廳 |
| 2005年5月22日 | 首爾站     | 奧林匹克公園奧林匹克廳 |
| 2005年5月28日 | 首爾站     | 奧林匹克公園奧林匹克廳 |
| 2005年5月29日 | 首爾站     | 奧林匹克公園奧林匹克廳 |

### * 2005 god the Last 'Beginning'
| 日期 | 日期           | 演唱會站次 | 舉行地點               |
| 1    | 2005年11月10日 | 首爾站     | 奧林匹克公園奧林匹克廳 |
| 2    | 2005年11月11日 | 首爾站     | 奧林匹克公園奧林匹克廳 |
| 3    | 2005年11月12日 | 首爾站     | 奧林匹克公園奧林匹克廳 |
| 4    | 2005年11月13日 | 首爾站     | 奧林匹克公園奧林匹克廳 |
| 5    | 2005年11月17日 | 首爾站     | 奧林匹克公園奧林匹克廳 |
| 6    | 2005年11月18日 | 首爾站     | 奧林匹克公園奧林匹克廳 |
| 7    | 2005年11月19日 | 首爾站     | 奧林匹克公園奧林匹克廳 |
| 8    | 2005年11月20日 | 首爾站     | 奧林匹克公園奧林匹克廳 |
| 9    | 2005年11月24日 | 首爾站     | 奧林匹克公園奧林匹克廳 |
| 10   | 2005年11月25日 | 首爾站     | 奧林匹克公園奧林匹克廳 |
| 11   | 2005年11月26日 | 首爾站     | 奧林匹克公園奧林匹克廳 |
| 12   | 2005年11月27日 | 首爾站     | 奧林匹克公園奧林匹克廳 |
| 13   | 2005年12月1日  | 首爾站     | 奧林匹克公園奧林匹克廳 |
| 14   | 2005年12月2日  | 首爾站     | 奧林匹克公園奧林匹克廳 |
| 15   | 2005年12月3日  | 首爾站     | 奧林匹克公園奧林匹克廳 |
| 16   | 2005年12月4日  | 首爾站     | 奧林匹克公園奧林匹克廳 |
| 17   | 2005年12月8日  | 首爾站     | 奧林匹克公園奧林匹克廳 |
| 18   | 2005年12月9日  | 首爾站     | 奧林匹克公園奧林匹克廳 |
| 19   | 2005年12月10日 | 首爾站     | 奧林匹克公園奧林匹克廳 |
| 20   | 2005年12月11日 | 首爾站     | 奧林匹克公園奧林匹克廳 |

### * 2005 god the LAST 'Forever, god'
| 日期           | 演唱會站次 | 舉行地點           |
| 2005年12月28日 | 首爾站     | 奧林匹克體操競技場 |

### * 2014 god 15th Anniversary Reunion Concert
| 日期          | 演唱會站次 | 舉行地點                                 |
| 2014年7月12日 | 首爾站     | 首爾蠶室綜合運動場輔助競技場 (KSPO DOME) |
| 2014年7月13日 | 首爾站     | 首爾蠶室綜合運動場輔助競技場 (KSPO DOME) |
| 2014年8月2日  | 光州站     | 光州念珠綜合體育館 (PEPPER Stadium)      |
| 2014年8月3日  | 光州站     | 光州念珠綜合體育館 (PEPPER Stadium)      |
| 2014年8月15日 | 釜山站     | 釜山會展中心 (BEXCO)                     |
| 2014年8月16日 | 釜山站     | 釜山會展中心 (BEXCO)                     |
| 2014年8月23日 | 大邱站     | 大邱展覽會議中心 (EXCO)                  |
| 2014年8月24日 | 大邱站     | 大邱展覽會議中心 (EXCO)                  |
| 2014年8月30日 | 大田站     | 大田貿易展覽館                           |
| 2014年8月31日 | 大田站     | 大田貿易展覽館                           |

### * 2014 god 15th Anniversary Reunion Concert - Encore
| 日期           | 演唱會站次 | 舉行地點                 |
| 2014年10月25日 | 首爾站     | 首爾蠶室奧林匹克主競技場 |

### * 2014 god 15th Anniversary Reunion Concert 美國場
| 日期          | 演唱會站次 | 舉行地點                      |
| 2014年11月7日 | 洛杉磯     | 史坦波中心(Staples Center)    |
| 2014年11月9日 | 紐澤西     | 保德信中心(Prudential Center) |

### * 2015 god Concert
| 日期           | 演唱會站次 | 舉行地點                                                                                       |
| 2015年12月16日 | 首爾站     | 首爾奧林匹克公園體操競技場                                                                     |
| 2015年1月17日  | 首爾站     | 首爾奧林匹克公園體操競技場                                                                     |
| 2015年1月18日  | 首爾站     | 首爾奧林匹克公園體操競技場                                                                     |
| 2015年1月19日  | 首爾站     | 首爾奧林匹克公園體操競技場                                                                     |
| 2015年1月20日  | 首爾站     | 首爾奧林匹克公園體操競技場                                                                     |
| 2015年12月24日 | 大邱站     | 大邱展覽會議中心 (EXCO)                                                                        |
| 2015年12月25日 | 大邱站     | 大邱展覽會議中心 (EXCO)                                                                        |
| 2015年12月30日 | 釜山站     | 釜山展覽會議中心 1號展廳 (BEXCO) 備註：31日跨年場夜間10:00開場 （當日實際演唱至凌晨3時才結束） |
| 2015年12月31日 | 釜山站     | 釜山展覽會議中心 1號展廳 (BEXCO) 備註：31日跨年場夜間10:00開場 （當日實際演唱至凌晨3時才結束） |

### * 2017 'god to MEN' Concert
| 日期          | 演唱會站次 | 舉行地點                 |
| 2017年1月6日  | 首爾站     | 首爾蠶室室內體育館       |
| 2017年1月7日  | 首爾站     | 首爾蠶室室內體育館       |
| 2017年1月8日  | 首爾站     | 首爾蠶室室內體育館       |
| 2017年1月13日 | 仁川站     | 仁川南洞體育館           |
| 2017年1月21日 | 大邱站     | 大邱展覽會議中心(EXCO)   |
| 2017年2月4日  | 一山站     | 韓國國際展覽中心(KINTEX) |
| 2017年2月11日 | 光州站     | 光州女子大學世大運體育館 |
| 2017年2月18日 | 釜山站     | 釜山會展中心(BEXCO)      |

### * 2018 god 20th Anniversary Concert 'GREATEST'
| 日期           | 演唱會站次 | 舉行地點                               |
| 2018年11月30日 | 首爾站     | 首爾奧林匹克公園體操競技場 (KSPO DOME) |
| 2018年12月1日  | 首爾站     | 首爾奧林匹克公園體操競技場 (KSPO DOME) |
| 2018年12月2日  | 首爾站     | 首爾奧林匹克公園體操競技場 (KSPO DOME) |
| 2018年12月22日 | 釜山站     | 釜山會展中心(BEXCO)                    |
| 2018年12月25日 | 大邱站     | 大邱展覽會議中心(EXCO)                 |

### * 2019 god 20th Anniversary Concert 'PRESENT'
| 日期          | 演唱會站次 | 舉行地點               |
| 2019年1月13日 | 首爾站     | 首爾奧林匹克體操競技場 |

### * 2022 god Concert 'ON'
| 日期           | 演唱會站次 | 舉行地點                               |
| 2022年12月9日  | 首爾站     | 首爾奧林匹克公園體操競技場 (KSPO DOME) |
| 2022年12月10日 | 首爾站     | 首爾奧林匹克公園體操競技場 (KSPO DOME) |
| 2022年12月11日 | 首爾站     | 首爾奧林匹克公園體操競技場 (KSPO DOME) |
| 2022年12月24日 | 釜山站     | 釜山展覽會議中心 1號展廳 (BEXCO)       |
| 2022年12月25日 | 釜山站     | 釜山展覽會議中心 1號展廳 (BEXCO)       |

### * 2023 god TOUR <god's MASTERPIECE>
| 日期           | 演唱會站次 | 舉行地點                               |
| 2023年11月10日 | 首爾站     | 首爾奧林匹克公園體操競技場 (KSPO DOME) |
| 2023年11月11日 | 首爾站     | 首爾奧林匹克公園體操競技場 (KSPO DOME) |
| 2023年11月12日 | 首爾站     | 首爾奧林匹克公園體操競技場 (KSPO DOME) |
| 2023年12月23日 | 大邱站     | 大邱展覽會議中心 (EXCO)                |
| 2023年12月24日 | 大邱站     | 大邱展覽會議中心 (EXCO)                |
| 2023年12月30日 | 釜山站     | 釜山會展中心 (BEXCO)                   |
| 2023年12月31日 | 釜山站     | 釜山會展中心 (BEXCO)                   |

### * 2024 god CONCERT <CHAPTER 0>
| 日期          | 演唱會站次 | 舉行地點                               |
| 2024年9月27日 | 首爾站     | 首爾奧林匹克公園體操競技場 (KSPO DOME) |
| 2024年9月28日 | 首爾站     | 首爾奧林匹克公園體操競技場 (KSPO DOME) |
| 2024年9月29日 | 首爾站     | 首爾奧林匹克公園體操競技場 (KSPO DOME) |

### 外部演唱會

#### * g5d(全員參加)
| 日期           | 演唱會名稱                                                 | 舉行地點                                   | 角色     | 備註                                                            |
| 1999年5月15日  | Dream Concert：我們在一起 （／）                           | 首爾奧林匹克體育場（蠶室）                 | 嘉賓     |                                                                 |
| 2000年5月20日  | Dream Concert：我的夢，我的未來 （／）                     | 首爾奧林匹克體育場（蠶室）                 | 嘉賓     |                                                                 |
| 2001年5月19日  | Dream Concert：韓國萬歲！ （／）                           | 首爾奧林匹克體育場（蠶室）                 | 嘉賓     |                                                                 |
| 2002年4月20日  | Dream Concert                                              | 首爾奧林匹克體育場（蠶室）                 | 嘉賓     |                                                                 |
| 2003年5月17日  | Dream Concert：自由！熱情！未來！ （／）                   | 首爾奧林匹克體育場（蠶室）                 | 嘉賓     |                                                                 |
| 2005年6月18日  | Dream Concert：我愛你！！！大韓民國 （사랑한다!!! 대한민국）                   | 首爾奧林匹克體育場（蠶室）                 | 嘉賓     |                                                                 |
| 2014年12月21日 | All Night Stand 2015 Concert God Psy                       | 首爾奧林匹克體操競技場                     | 嘉賓     | [ 13 ]                                                          |
| 2015年8月15日  | 光復70周年 我是大韓民國演唱會                              | 首爾世界盃競技場                           | 嘉賓     | [ 14 ]                                                          |
| 2018年11月17日 | IU 2018巡迴演唱會 -《이지금 dlwlrma》                      | 首爾奧林匹克體操競技場                     | 嘉賓     | [ 15 ] [ 16 ] [ 17 ] [ 18 ]                                     |
| 2023年9月9日   | 「KBS 50週年Ｘgod 25週年」 KBS大企劃演唱會 -《ㅇㅁㄷ god》 | 仁川松島月光慶典公園 Pentaport戶外劇場     | 單獨嘉賓 | 2023年9月28日(週四)晚上8時30分以中秋特別節目型態在KBS 2TV播出。 |
| 2024年6月8日   | 2024 BOF Big CONCERT                                       | 釜山亞運會主體育場                         | 嘉賓     |                                                                 |
| 2024年6月15日  | 2024 MEGA FILED MUSIC FESTIVAL                             | 蘭芝漢江公園                               | 嘉賓     |                                                                 |
| 2024年7月27日  | KCON LA 2024 <M COUNTDOWN>                                 | 洛杉磯 加密貨幣網體育館 (Crypto.com Arena) | 嘉賓     |                                                                 |

#### * g4d(不含尹啟相)
| 日期          | 演唱會名稱                                           | 舉行地點                                         | 角色 | 備註 |
| 2005年8月14日 | 2005首爾音樂節                                       | 上岩世界盃體育場 西門旁戶外表演廳                | 嘉賓 | 備註：2014年god完整體回歸後，除god演唱會、重大意義活動，或應邀出席友好歌手演唱會擔任嘉賓外，尹啟相以演員行程為重，外部歌唱或商演活動多不參與。 |
| 2017年5月7日  | 三星信用卡Select 37-輕鬆慶典                         | 首爾蠶室綜合運動場輔助競技場                     | 嘉賓 | 備註：2014年god完整體回歸後，除god演唱會、重大意義活動，或應邀出席友好歌手演唱會擔任嘉賓外，尹啟相以演員行程為重，外部歌唱或商演活動多不參與。 |
| 2019年5月19日 | Greenplugged 首爾 2019                               | 蘭芝漢江公園                                     | 嘉賓 | 備註：2014年god完整體回歸後，除god演唱會、重大意義活動，或應邀出席友好歌手演唱會擔任嘉賓外，尹啟相以演員行程為重，外部歌唱或商演活動多不參與。 |
| 2019年7月27日 | 2019釜山國際搖滾音樂節                               | 三樂生態公園                                     | 嘉賓 | 備註：2014年god完整體回歸後，除god演唱會、重大意義活動，或應邀出席友好歌手演唱會擔任嘉賓外，尹啟相以演員行程為重，外部歌唱或商演活動多不參與。 |
| 2019年9月29日 | 2019 Greenplugged賽                                  | 慶州世界文化Expo公園                             | 嘉賓 | 備註：2014年god完整體回歸後，除god演唱會、重大意義活動，或應邀出席友好歌手演唱會擔任嘉賓外，尹啟相以演員行程為重，外部歌唱或商演活動多不參與。 |
| 2021年7月10日 | GS25音樂節                                           | GS25官方Youtube頻道線上演出 (受Covid-19疫情影響) | 嘉賓 | 備註：2014年god完整體回歸後，除god演唱會、重大意義活動，或應邀出席友好歌手演唱會擔任嘉賓外，尹啟相以演員行程為重，外部歌唱或商演活動多不參與。 |
| 2023年3月4日  | 友利銀行'Won the Stage'演唱會 （页面存档备份，存于） | 首爾奧林匹克公園體操競技場                       | 嘉賓 | 備註：2014年god完整體回歸後，除god演唱會、重大意義活動，或應邀出席友好歌手演唱會擔任嘉賓外，尹啟相以演員行程為重，外部歌唱或商演活動多不參與。 |
| 2023年3月5日  | 友利銀行'Won the Stage'演唱會 （页面存档备份，存于） | 首爾奧林匹克公園體操競技場                       | 嘉賓 | 備註：2014年god完整體回歸後，除god演唱會、重大意義活動，或應邀出席友好歌手演唱會擔任嘉賓外，尹啟相以演員行程為重，外部歌唱或商演活動多不參與。 |
| 2024年5月22日 | 2024天安K-文化博覽會 開幕式                          | 天安獨立紀念館                                   | 嘉賓 | 備註：2014年god完整體回歸後，除god演唱會、重大意義活動，或應邀出席友好歌手演唱會擔任嘉賓外，尹啟相以演員行程為重，外部歌唱或商演活動多不參與。 |
| 2024年7月28日 | KCON LA 2024 <KCON Stage>                            | 洛杉磯會展中心南廳                               | 嘉賓 | |
| 2024年8月10日 | 𝟐𝟎𝟐𝟒 第10屆 𝐆𝐒𝟐𝟓 𝐌𝐔𝐒𝐈𝐂 & 𝐁𝐄𝐄𝐑 𝐅𝐄𝐒𝐓𝐈𝐕𝐀𝐋               | 釜山電影殿堂互助廣場                             | 嘉賓 | |
| 2024年8月17日 | 𝟐𝟎𝟐𝟒 第10屆 𝐆𝐒𝟐𝟓 𝐌𝐔𝐒𝐈𝐂 & 𝐁𝐄𝐄𝐑 𝐅𝐄𝐒𝐓𝐈𝐕𝐀𝐋               | 一山韓國國際展覽中心(KINTEX)                     | 嘉賓 | |
| 2024年9月16日 | KBS大企劃–出道30周年特輯 《Dan da la JYP》           | 首爾汝夷島KBS大廳                                | 嘉賓 | 2023年8月30日錄製，9月16日(週一)晚上以中秋特別節目型態在KBS 2TV播出。                                                                          |

## 獎項

### 大型頒獎禮獎項
| 年份 | 獎項 |
| ---- | --- |
| 1999 | - SBS歌謠大戰–新人獎 |
| 2000 | - 韓國演藝藝術大賞－新時代大眾歌謠部門男子組合獎 - 第2屆Mnet KM Music Video Festival－最佳男組合賞《Love and Memories》 - 第15屆韓國金唱片大賞－本賞 - 漢城歌謠大賞－本賞 - KMTV頒獎典禮－本賞 - SBS歌謠大戰－十大歌手賞、本賞 - KBS歌謠大賞－本賞 - MBC十大歌手慶典－人氣歌手獎 - 第9屆韓國電視大賞－最佳歌手獎 - Music Video Festival－大賞《Lie》 |
| 2001 | - 韓國造幣公司信息通訊部評選<The First Korea 2001>－最佳組合歌手獎 - 第二屆KBS韓國電影節－歌手類別 最上鏡頭獎 - 第28屆韓國放送大賞－最優秀歌手獎 - 第3屆Mnet KM Music Video Festival－最佳流行音樂錄影帶獎《Lie》 - 第18屆MTV音樂錄影帶大獎－韓國觀眾選擇獎 - 第12屆首爾歌謠大賞－本賞 - 第15屆韓國金唱片大賞－新人賞 - 第15屆韓國金唱片大賞－唱片部門唱片大賞《路》 - KM-TV歌謠大賽－大賞 - SBS歌謠大賞－本賞 - KBS歌謠大賞－本賞 - MBC歌謠大祭典－30歲以下國民票選十大歌手獎 / 最佳歌手獎 |
| 2002 | - MTV Aisa Music Awards－最喜歡韓國藝人獎 - MBC十大歌手慶典－人氣歌手獎 |
| 2003 | - KMTV頒獎典禮－年度受歡迎歌手獎 |
| 2005 | - 第20屆韓國金唱片大賞－本賞、人氣賞 - SBS歌謠大賞－本獎 - KBS歌謠大賞－本獎 - MBC歌謠大賞－本獎 |
| 2014 | - Style Icon Awards－時尚偶像赏 - 第6屆MelOn Music Awards－年度十大歌手獎 - 第6屆MelOn Music Awards－年度專輯獎（Chapter 8） |
| 2015 | - 第4屆Gaon Chart K-pop Awards－5月年度音源獎《醜小鴨》 |

### 音樂節目獎項
| 年份   | 日期     | 電視台 | 節目名稱       | 獲獎歌曲       | 排名              |
| ------ | -------- | ------ | -------------- | -------------- | ----------------- |
| 2000年 | 1月9日   | SBS    | 人氣歌謠       | 愛你並記住你   | 1位(Mutizen Song) |
| 2000年 | 2月1日   | KBS    | Music Bank     | 愛你並記住你   | 1位               |
| 2000年 | 3月5日   | SBS    | 人氣歌謠       | 哀愁           | 1位(Mutizen Song) |
| 2000年 | 3月7日   | KBS    | Music Bank     | 哀愁           | 1位               |
| 2000年 | 3月12日  | SBS    | 人氣歌謠       | 哀愁           | 1位(Mutizen Song) |
| 2000年 | 3月14日  | KBS    | Music Bank     | 哀愁           | 1位               |
| 2000年 | 3月19日  | SBS    | 人氣歌謠       | 哀愁           | 1位(Mutizen Song) |
| 2000年 | 4月9日   | SBS    | 人氣歌謠       | Friday Night   | 1位(Mutizen Song) |
| 2000年 | 4月11日  | KBS    | Music Bank     | Friday Night   | 1位               |
| 2000年 | 4月16日  | SBS    | 人氣歌謠       | Friday Night   | 1位(Mutizen Song) |
| 2000年 | 4月18日  | KBS    | Music Bank     | Friday Night   | 1位               |
| 2000年 | 4月23日  | SBS    | 人氣歌謠       | Friday Night   | 1位(Mutizen Song) |
| 2000年 | 4月25日  | KBS    | Music Bank     | Friday Night   | 1位               |
| 2000年 | 11月25日 | MBC    | Music Camp     | 謊言           | 1位               |
| 2000年 | 11月30日 | KBS    | Music Bank     | 謊言           | 1位               |
| 2000年 | 12月3日  | SBS    | 人氣歌謠       | 謊言           | 1位(Mutizen Song) |
| 2000年 | 12月7日  | KBS    | Music Bank     | 謊言           | 1位               |
| 2000年 | 12月9日  | MBC    | Music Camp     | 謊言           | 1位               |
| 2000年 | 12月10日 | SBS    | 人氣歌謠       | 謊言           | 1位(Mutizen Song) |
| 2000年 | 12月14日 | KBS    | Music Bank     | 謊言           | 1位               |
| 2000年 | 12月16日 | MBC    | Music Camp     | 謊言           | 1位               |
| 2000年 | 12月17日 | SBS    | 人氣歌謠       | 謊言           | 1位(Mutizen Song) |
| 2001年 | 1月27日  | MBC    | Music Camp     | 需要你         | 1位               |
| 2001年 | 2月3日   | MBC    | Music Camp     | 需要你         | 1位               |
| 2001年 | 2月4日   | SBS    | 人氣歌謠       | 需要你         | 1位(Mutizen Song) |
| 2001年 | 2月11日  | SBS    | 人氣歌謠       | 需要你         | 1位(Mutizen Song) |
| 2001年 | 12月8日  | MBC    | Music Camp     | 路             | 1位               |
| 2001年 | 12月9日  | SBS    | 人氣歌謠       | 路             | 1位(Mutizen Song) |
| 2001年 | 12月15日 | MBC    | Music Camp     | 路             | 1位               |
| 2001年 | 12月16日 | SBS    | 人氣歌謠       | 路             | 1位(Mutizen Song) |
| 2001年 | 12月22日 | MBC    | Music Camp     | 路             | 1位               |
| 2001年 | 12月23日 | SBS    | 人氣歌謠       | 路             | 1位(Mutizen Song) |
| 2001年 | 12月29日 | MBC    | Music Camp     | 路             | 1位               |
| 2002年 | 2月2日   | MBC    | Music Camp     | 你應該在的地方 | 1位               |
| 2002年 | 2月10日  | SBS    | 人氣歌謠       | 你應該在的地方 | 1位(Mutizen Song) |
| 2003年 | 3月2日   | SBS    | 人氣歌謠       | 0%             | 1位(Mutizen Song) |
| 2005年 | 1月9日   | SBS    | 人氣歌謠       | 普通的一天     | 1位(Mutizen Song) |
| 2005年 | 1月13日  | Mnet   | M! Countdown   | 普通的一天     | 1位               |
| 2005年 | 1月16日  | SBS    | 人氣歌謠       | 普通的一天     | 1位(Mutizen Song) |
| 2005年 | 1月22日  | MBC    | Music Camp     | 普通的一天     | 1位               |
| 2005年 | 1月27日  | Mnet   | M! Countdown   | 普通的一天     | 1位               |
| 2005年 | 1月29日  | MBC    | Music Camp     | 普通的一天     | 1位               |
| 2005年 | 1月30日  | SBS    | 人氣歌謠       | 被吸引的理由   | 1位(Mutizen Song) |
| 2005年 | 1月26日  | SBS    | 人氣歌謠       | 被吸引的理由   | 1位(Mutizen Song) |
| 2005年 | 2月13日  | SBS    | 人氣歌謠       | 被吸引的理由   | 1位(Mutizen Song) |
| 2005年 | 2月19日  | MBC    | Music Camp     | 被吸引的理由   | 1位               |
| 2005年 | 3月5日   | MBC    | Music Camp     | 被吸引的理由   | 1位               |
| 2005年 | 11月19日 | MBC    | Show! 音樂中心 | 2♡（2 Love）   | 1位               |
| 2005年 | 11月26日 | MBC    | Show! 音樂中心 | 2♡（2 Love）   | 1位               |
| 2005年 | 12月3日  | MBC    | Show! 音樂中心 | 2♡（2 Love）   | 1位               |
| 2005年 | 12月4日  | SBS    | 人氣歌謠       | 2♡（2 Love）   | 1位(Mutizen Song) |
| 2005年 | 12月8日  | Mnet   | M! Countdown   | 2♡（2 Love）   | 1位               |
| 2005年 | 12月10日 | MBC    | Show! 音樂中心 | 2♡（2 Love）   | 1位               |

## 外部連結
- god官方的Instagram帳戶
- god官方的YouTube（页面存档备份，存于）
- 朴俊炯的Instagram （页面存档备份，存于）
- 尹啟相的Instagram帳戶
- 孫昊永的官方Instagram
- 孫昊永的個人Instagram （页面存档备份，存于）
- 孫昊永的Twitter（页面存档备份，存于）
- 金泰宇的官方Instagram
- 金泰宇的個人Instagram
- 金泰宇的Twitter（页面存档备份，存于）
- 金泰宇的YouTube（页面存档备份，存于）
- god在Duam的〈fangod〉團體官咖 （页面存档备份，存于）